# Trochonematidae
De Trochonematidae zijn een familie van uitgestorven weekdieren uit de klasse van de Gastropoda (slakken).

## Geslachten
- † Amaurotoma Knight, 1945
- † Knightinella Likharev, 1975